# 아쿠쓰정
아쿠쓰정(阿久津町)은 도치기현의 중동부, 시오야군에 속했던 정이다.

## 역사
- 1889년 4월 1일 - 정촌제 시행에 의해 5개 촌의 구역을 확장해, 시오야군 아쿠쓰촌이 성립하였다.
- 1953년 4월 1일 - 정으로 승격해 아쿠쓰정이 되었다.
- 1958년 4월 1일 - 기타타카네자와촌과 신설합병해, 다키자와정이 성립하여, 동일 아쿠쓰정은 폐지되었다.

## 교통

### 철도
- 일본국유철도 (현 동일본 여객철도)
  - 도호쿠 본선. 가라스야마선